# Agost
Agost község Spanyolországban, Alicante tartományban. Lakosainak száma 5107 fő (2024).

## Fekvése
Agost Alicante, Castalla, Monforte del Cid, Petrer és Tibi községekkel határos.

## Népesség
A település lakosságának változását az alábbi diagram mutatja:
| Lakosok száma | 4146 | 4517 | 4723 | 4810 | 4831 | 4752 | 4729 | 4758 | 4906 | 5107 |
|               | 2001 | 2004 | 2006 | 2009 | 2011 | 2014 | 2016 | 2019 | 2021 | 2024 |